# Arcésilas IV
Pour les articles homonymes, voir Arcésilas.
Arcésilas IV (Ἀρκεσίλαος) est le huitième et dernier roi de la dynastie des Battiades de Cyrène (actuelle Libye). Les dates de son règne ne sont pas connues avec précision : il débuta très certainement avant 462 av. J.-C. et prit fin vers 440 av. J.-C.. Arrivé au pouvoir très jeune, Arcésilas IV fit face à une révolte des grands de la cité. Après y avoir mis fin, il mena une politique de prestige destinée à assurer les assises de son pouvoir : il finança l'envoi d'un quadrige aux jeux pythiques, puis lança une mission en Grèce afin de recruter des colons au profit de la cité d'Euhespérides. A la tête d'une cour brillante, il reçut à Cyrène le poète Pindare, qui chanta la gloire de sa dynastie. Néanmoins, l'opposition à la monarchie, durement réprimée au début de son règne, n'avait pas disparu et provoqua la chute du Battiade : en 440 av. J.-C., Arcésilas IV fut assassiné, et la dynastie des Battiades renversée et remplacée par un régime républicain.

## Biographie

### Origines
Arcésilas est le fils de Battos IV, et le petit-fils d'Arcésilas III. Pour déterminer la date de naissance de chacun des monarques de la dynastie, François Chamoux part de l'hypothèse que les rois Arcésilas II et Battos III eurent un héritier avant l'âge de 25 ans, et que les autres membres de la dynastie eurent des héritiers entre l'âge de 25 et 30 ans. À partir de ces suppositions, et de l'exposé de l'historien Hérodote qui suggère une succession en ligne directe mâle des souverains de la dynastie, François Chamoux propose une chronologie approximative des rois battiades, « à titre d'exemple et sous toutes réserves », dans laquelle Arcésilas IV est né vers 490 av. J.-C. ou 485 av. J.-C., probablement à Cyrène.

### Règne d'Arcésilas
Pour François Chamoux, le roi accéda au pouvoir très jeune : le poète Pindare, dans sa cinquième Pythique, loue la sagesse et l'éloquence d'Arcésilas IV, qu'il considère bien au-dessus de ceux de son âge.
Dès le début de son règne, Arcésilas IV fit face à une révolte fomentée par les opposants à la monarchie, les oligarques, qu'il mata très durement. La faction des nobles était dirigée par un certain Damophilos, parent du roi : arrêté, il fut dépossédé de ses biens et contraint à l'exil. Ayant trouvé refuge à Thèbes, Damophilos se lia d'amitié avec le poète Pindare, à qui il demanda d'intervenir en sa faveur auprès du roi d'Arcésilas. La fin de la quatrième Pythique est une requête au roi de Cyrène pour qu'il rappelle Damophilos à Cyrène.
Peu de temps après la révolte des aristocrates cyrénéens, Arcésilas IV dépêcha une mission en Grèce, sous la direction d'un certain Euphémos, pour recruter des colons. Le roi chargea également Euphémos de mener un quadrige de course aux trente-et-unième jeux pythiques. Le conducteur du char était Carrhôtos, fils d'Alexibios et frère de la femme d'Arcésilas. Euphémos mourut après la victoire de Carrhôtos, et ce fut l'aurige qui eut la mission de ramener les colons grecs à Euhespérides.
S'appuyant sur les écrits de l'historien Théotimos, dont nous ne conservons que des fragments, François Chamoux estime que l'installation de colons à Euhespérides, ainsi que la participation aux grands jeux panhelléniques, visait à restaurer son pouvoir, ébranlé à la suite de la révolte des oligarques. Selon Kristian Göransson, si en installant des colons dans la cité, le roi Arcésilas IV cherchait à obtenir un soutien politique dans la cité, cet afflux peut également s'expliquer par les conflits qui opposent la cité d'Euhespérides aux tribus libyennes environnantes : en augmentant la population de la cité, les Euhespéritains assuraient leur survie, dans l'établissement grec le plus occidental de Libye.
Arcésilas IV paraît avoir régné d'une manière autoritaire : Pindare, dans ses Pythiques, fait plusieurs allusions aux conflits qui déchiraient Cyrène, et Diodore de Sicile oppose très nettement Battos Ier à ses successeurs, le premier ayant régné avec modération, à la différence d'Arcésilas IV.
Depuis le règne d'Arcésilas III en effet, la monarchie cyrénéenne avait pris la forme d'une tyrannie, les Battiades régnant de manière absolue sur la cité.
Arcésilas IV contribua à l'éclat de la vie de cour battiade, organisant des fêtes luxueuses : pour célébrer sa victoire aux jeux pythiques, Carrhôtos invita le poète Pindare, alors au sommet de sa gloire. Ce dernier, qui devait passer plusieurs mois à Cyrène, déclama son ode dans la cité même, en présence du roi. Satisfait de la performance du poète, Arcésilas IV lui commanda donc une nouvelle ode, tout entière à la gloire de la dynastie des Battiades. 

### Mort d'Arcésilas
L'opposition à la dynastie des Battiades se développa, et mena à la mort d'Arcésilas IV et au renversement de la monarchie. Selon l'historien Héraclide Lembos, Arcésilas IV fut assassiné par les Cyrénéens, la démocratie proclamée, et un certain Battos fut victime des citoyens d'Euhespérides : 

« Pendant le règne d'Arcésilas, un corbeau blanc se montra : à ce phénomène était attaché une prédiction défavorable. La démocratie fut établie et Battos se retira à Euhespérides, où il mourut. Alors la foule lui coupa la tête et la jeta à la mer. »

Pour François Chamoux, l'évocation du corbeau blanc est une référence à Apollon : c'est sous la forme de cet animal que le dieu avait guidé les colons grecs venus de Théra vers le site de Cyrène. La réapparition de ce prodige ne pouvait signifier qu'un signe funeste pour le roi Arcésilas. En rapportant cette histoire, Héraclide de Lembos transmet une tradition hostile aux Battiades, très certainement diffusée par les opposants à la dynastie.
Si Héraclide de Lembos affirme que la mort du dernier roi battiade vit l'installation d'une démocratie, André Laronde estime au contraire que cette révolution instaura un régime aristocratique, hostile aux démocrates.
Concernant l'identité du personnage de Battos cité par Héraclide de Lembos, François Chamoux estime qu'il s'agit du fils d'Arcésilas IV, mais sans en avoir la certitude, par manque d'indice. Pour l'historien, il est également possible que le texte d'Héraclide soit altéré : il faudrait lire non pas Battos mais Arcésilas. Cette hypothèse, à laquelle Kristian Göransson souscrit, a surtout le mérite de correspondre avec l'oracle de la Pythie, rapporté par Hérodote, selon lequel Apollon accorda aux Battiades de régner pendant huit générations, quatre Arcésilas et quatre Battos.
Enfin, pour déterminer la date de l'assassinat du roi Arcésilas IV, François Chamoux s'appuie sur une indication fournie par le scoliaste de Pindare, pour lequel les Battiades ont régné deux cents ans sur Cyrène. En admettant que le règne de Battos Ier débute non pas en 631 av. J.-C., date de la fondation de la cité, mais en 639 av. J.-C., date du départ des colons depuis Théra, la chute de la monarchie aurait eu lieu aux alentours de 440 av. J.-C..

## Chanté parPindare
Pindare a dédié ses quatrième et cinquième Pythiques à Arcésilas, en l'honneur de la victoire remportée par son attelage aux jeux pythiques à Delphes en 462 av. J.-C.. Le quadrige était mené par Carrhôtos. Pindare, au début de la quatrième Pythique qualifie Arcésilas de roi de Cyrène « aux beaux coursiers » (εὐίππου), allusion à la réputation des chevaux élevés en Libye.
 
En 460, Arcésilas remporta une nouvelle victoire, à Olympie.

## Roi de Cyrène, roi de Cyrénaïque
Sous le règne d'Arcésilas IV, Cyrène, qui, jusque sous Battos IV, avait payé un tribut à l'Empire perse, semble avoir retrouvé son indépendance totale. Selon François Chamoux, la cité se détacha de l'Empire achéménide aux lendemains de la seconde guerre médique. En effet, la Perse, qui vit en 478 av. J.-C. les cités côtières d'Anatolie échapper à son contrôle en rejoignant la Ligue de Délos, aurait été bien incapable de rétablir par la force sa domination sur la Cyrénaïque, protégée par le désert libyen. L'historien note par ailleurs qu'à la même période, le monnayage de la cité connaît une évolution sensible. En outre, la cité participe aux grands jeux panhelléniques : Télésicrate, citoyen de Cyrène, est vainqueur à la course d'hoplites en 474 av. J.-C. aux Jeux pythiques.
Roi de Cyrène, Arcésilas IV est également décrit comme « [régnant] sur de grandes cités » par le poète Pindare. Pour François Chamoux, il est probable que le roi battiade dominait toute la Cyrénaïque.